# Arroio São Pedro
O arroio São Pedro é um rio brasileiro afluente do rio Chapecó que nasce no oeste do estado de Santa Catarina, bem próximo à divisa com o Paraná, sendo sua foz perto da cidade de Abelardo Luz. Possui cerca de 30 km de extensão.